# Paweł Rudawy
Paweł Rudawy (ur. 1961) – polski fizyk, dr hab. nauk fizycznych, profesor nadzwyczajny Instytutu Astronomicznego Wydziału Fizyki i Astronomii Uniwersytetu Wrocławskiego.

## Życiorys
W 1992 obronił pracę doktorską Spektrofotometria spikul chromosferycznych i protuberancji, 24 marca 2003 habilitował się na podstawie pracy zatytułowanej Badanie procesu wydzielania energii w koronie słonecznej. 18 października 2012 nadano mu tytuł profesora w zakresie nauk fizycznych. Pracował w Centrum Badań Kosmicznych Polskiej Akademii Nauk.
Piastuje funkcję profesora nadzwyczajnego w Instytucie Astronomicznym na Wydziale Fizyki i Astronomii Uniwersytetu Wrocławskiego oraz członka Komitetu Astronomii na III Wydziale Nauk Ścisłych i Nauk o Ziemi Polskiej Akademii Nauk.